# Ulica Ciasna w Toruniu
Ulica Ciasna w Toruniu – jedna z ulic na terenie Zespołu Staromiejskiego.

## Charakterystyka
Ulica składająca się z dwóch odcinków. Jeden z nich biegnie od południowo-wschodniego narożnika placu, na którym stoi kościół św. Janów, drugi łączy ul. Mostową z ul. Podmurną i wychodzi na bramę prowadzącą na dawny teren zamkowy.
Zgodnie z nazwą jest to jedna z najwęższych ulic na Starym Mieście, szczególnie jeśli porównamy ją z sąsiednimi szerokimi ulicami Łazienną i Mostową. Odcinek między ul. Mostową i Podmurną, o szerokości poniżej 3 m, jest najwęższą ulicą w Toruniu i jednocześnie jednym z najbardziej malowniczych miejsc na Starym Mieście.

## Historia
Według niektórych badaczy ulica Ciasna ma pochodzenie jeszcze przedlokacyjne i jest częścią traktu biegnącego przez dolinę Postolca z domniemanej osady podgrodowej do grodu zajętego później przez zamek krzyżacki. Wskazywać na to ma m.in. jej stosunkowo nieregularny przebieg. Przyjmując tę hipotezę, ulica ta byłaby jedną z najstarszych ulic na Starym Mieście. W obecnym kształcie została ona wytyczona prawdopodobnie w pierwszej fazie rozwoju miasta, wkrótce po 1236. W średniowieczu została częściowo zabudowana budynkami mieszkalnymi – w XV w. znajdowało się tu 6 takich budynków, które były w kolejnych wiekach przerabiane na spichlerze.

### Nazwa
Nazwa ulica Ciasna pojawia się już w średniowieczu (Engegasse). Była ona również nazywana Rosengasse, co można tłumaczyć jako ul. Końska, względnie Różana. W okresie nowożytnym spotyka się również nazwy "uliczka Ciasna" (Engegasslein), lub po prostu "uliczka" (ein Gasslein). W 1. połowie XIX w. nosiła oficjalnie nazwę Rosengasse. W końcu XIX w. zmieniono ją na ul. Jezuicką (Jesuitenstraße), prawdopodobnie od dawnego kolegium jezuitów, znajdującego się blisko zachodniego wylotu ulicy, pomimo tego, że wówczas gmach ten nie pełnił już swojej pierwotnej roli. W okresie międzywojennym powrócono do pierwotnej nazwy, którą nosi do dzisiaj.